# Associazione Calcio Novara 1938-1939
Questa voce raccoglie le informazioni riguardanti l'Associazione Calcio Novara nelle competizioni ufficiali della stagione 1938-1939.

## Stagione
Nella stagione 1938-1939 il Novara disputò il secondo campionato di Serie A a girone unico della sua storia.

## Divise
Sul petto è riportato lo stemma di Novara.
| 1ª divisa |

## Organigramma societario
Area direttiva
- Presidente: Alvise Peretti

Area tecnica
- Direttore tecnico: Omodei
- Allenatore: Angelo Mattea

## Rosa
| N. |                   | Ruolo | Calciatore         |
| -- | ----------------- | ----- | ------------------ |
|    | Italia (bandiera) | P     | Angelo Caimo       |
|    | Italia (bandiera) | P     | Egidio Scansetti   |
|    | Italia (bandiera) | D     | Virginio Bonati    |
|    | Italia (bandiera) | D     | Edoardo Galimberti |
|    | Italia (bandiera) | D     | Alberto Mazzucco   |
|    | Italia (bandiera) | C     | Ermanno Bertolotti |
|    | Italia (bandiera) | C     | Marco Borrini      |
|    | Italia (bandiera) | C     | Natale Camurati    |
|    | Italia (bandiera) | C     | Angelo Galli       |
|    | Italia (bandiera) | C     | Angelo Longoni     |
|    | Italia (bandiera) | C     | Giuseppe Mainardi  |

| N. |                   | Ruolo | Calciatore              |
| -- | ----------------- | ----- | ----------------------- |
|    | Italia (bandiera) | C     | Edmondo Mornese         |
|    | Italia (bandiera) | C     | Carlo Rigotti (II)      |
|    | Italia (bandiera) | A     | Vittorio Barberis       |
|    | Italia (bandiera) | A     | Teresio Bercellino      |
|    | Italia (bandiera) | A     | Aldo Giuseppe Borel (I) |
|    | Italia (bandiera) | A     | Renzo Gobbi             |
|    | Italia (bandiera) | A     | Alfredo Marchionneschi  |
|    | Italia (bandiera) | A     | Piero Mariani           |
|    | Italia (bandiera) | A     | Marco Romano            |
|    | Italia (bandiera) | A     | Otello Torri            |
|    | Italia (bandiera) | A     | Remo Versaldi           |

## Risultati

### Serie A

#### Girone d'andata
| Arbitro: | Curradi (Firenze) |

|                        |           |           |
| Negro 18’ Venditto 81’ | Marcatori | 21’ Torri |

| Arbitro: | Dattilo (Roma) |

|  |           |            |
|  | Marcatori | 74’ Meazza |

| Arbitro: | Zelocchi (Modena) |

|                                           |           |          |
| Perazzolo 19’ Scarabello 16’ Cattaneo 68’ | Marcatori | 3’ Torri |

| Arbitro: | Pirovano (Monza) |

|                        |           |  |
| Mariani 7’, 23’ (rig.) | Marcatori |  |

| Arbitro: | Scarpi (Dolo) |

|  |           |                              |
|  | Marcatori | 33’ Torri 66’ Marchionneschi |

| Arbitro: | Soliani (Genova) |

|           |           |                                               |
| Torri 35’ | Marcatori | 33’ (aut.) Mornese 38’ Puricelli 79’ Andreolo |

| Arbitro: | Scotto (Savona) |

|           |           |  |
| Capri 57’ | Marcatori |  |

| Arbitro: | Ciamberlini (Sampierdarena) |

|  |           |             |
|  | Marcatori | 40’ Vallone |

| Arbitro: | Scarpi (Dolo) |

|                         |           |               |
| Versaldi 66’ Romano 78’ | Marcatori | 37’ Buscaglia |

| Arbitro: | Mazza (Torre del Greco) |

|                              |           |            |
| Bollano 36’, 56’ Spinola 49’ | Marcatori | 40’ Romano |

| Novara 18 dicembre 1938 | Novara             | 0 – 0 | Juventus | Stadio Littorio\| Arbitro: \| Scorzoni (Bologna) \| |
| Arbitro:                | Scorzoni (Bologna) |       |          |                                                     |

| Trieste 1º gennaio 1939 | Triestina          | 0 – 0 | Novara | Stadio Littorio\| Arbitro: \| Pizziolo (Firenze) \| |
| Arbitro:                | Pizziolo (Firenze) |       |        |                                                     |

| Arbitro: | Biancone (Roma) |

|           |           |                |
| Galli 83’ | Marcatori | 41’ Bonistalli |

| Arbitro: | Moretti (Genova) |

|               |           |           |
| Carnevali 76’ | Marcatori | 84’ Galli |

| Arbitro: | Galeati (Bologna) |

|                                                |           |  |
| Barberis 48’, 60’, 65’ Borrini 76’ Mariani 84’ | Marcatori |  |

#### Girone di ritorno
| Novara 29 gennaio 1939 | Novara          | 0 – 0 | Napoli | Stadio Littorio\| Arbitro: \| Tonnetti (Roma) \| |
| Arbitro:               | Tonnetti (Roma) |       |        |                                                  |

| Arbitro: | Curradi (Firenze) |

|                                           |           |            |
| Candiani 12’ Barsanti 54’ Ferraris II 83’ | Marcatori | 59’ Romano |

| Novara 12 febbraio 1939 | Novara        | 0 – 0 | Genova 1893 | Stadio Littorio\| Arbitro: \| Scarpi (Dolo) \| |
| Arbitro:                | Scarpi (Dolo) |       |             |                                                |

| Arbitro: | Galeati (Bologna) |

|            |           |  |
| Bonino 81’ | Marcatori |  |

| Arbitro: | Dattilo (Roma) |

|                          |           |           |
| Barberis 38’ Borel I 67’ | Marcatori | 30’ Conti |

| Arbitro: | Pizziolo (Firenze) |

|                                        |           |  |
| Andreolo 11’ Biavati 37’ Puricelli 74’ | Marcatori |  |

| Arbitro: | Ciamberlini (Sampierdarena) |

|                        |           |  |
| Romano 53’ Borrini 87’ | Marcatori |  |

| Arbitro: | Scorzoni (Bologna) |

|                    |           |            |
| Allasio 59’ (rig.) | Marcatori | 85’ Romano |

| Arbitro: | Galeati (Bologna) |

|                       |           |              |
| Coppa 35’ Loik II 65’ | Marcatori | 38’ Versaldi |

| Arbitro: | Scarpi (Dolo) |

|            |           |  |
| Borrini 4’ | Marcatori |  |

| Arbitro: | Mazza (Torre del Greco) |

|             |           |  |
| Gabetto 42’ | Marcatori |  |

| Arbitro: | Scarpi (Dolo) |

|              |           |  |
| Barberis 52’ | Marcatori |  |

| Arbitro: | Ciamberlini (Sampierdarena) |

|  |           |             |
|  | Marcatori | 86’ Borrini |

| Novara 21 maggio 1939 | Novara        | 0 – 0 | Modena | Stadio Littorio\| Arbitro: \| Scarpi (Dolo) \| |
| Arbitro:              | Scarpi (Dolo) |       |        |                                                |

| Arbitro: | Pirovano (Monza) |

|                                      |           |  |
| Bonomi 12’ Alghisi 62’ Michelini 89’ | Marcatori |  |

### Coppa Italia

#### Sedicesimi di finale
| Arbitro: | Cardinali (Milano) |

|                   |           |                     |
| Sodini 70’ (rig.) | Marcatori | 4’ (aut.) De Grandi |

| Arbitro: | Scotto (Savona) |

|                 |           |  |
| Romano 40’, 75’ | Marcatori |  |

#### Ottavi di finale
| Arbitro: | Biancone (Roma) |

|  |           |            |
|  | Marcatori | 82’ Romano |

#### Quarti di finale
| Arbitro: | Scotto (Savona) |

|                                                  |           |  |
| Borrini 14’ Marchionneschi 43’ Marini 46’ (aut.) | Marcatori |  |

#### Semifinale
| Arbitro: | Scorzoni (Bologna) |

|                          |           |                                           |
| Boffi 27’ Gianesello 75’ | Marcatori | 17’ Borrini 33’ Romano 39’ Marchionneschi |

#### Finale
| Arbitro: | Dattilo (Roma) |

|                           |           |            |
| Ferraris II 8’ Frossi 38’ | Marcatori | 59’ Romano |

## Statistiche

### Statistiche di squadra
| Competizione | Punti | In casa | In casa | In casa | In casa | In casa | In casa | In trasferta | In trasferta | In trasferta | In trasferta | In trasferta | In trasferta | Totale | Totale | Totale | Totale | Totale | Totale | DR |
| Competizione | Punti | G       | V       | N       | P       | Gf      | Gs      | G            | V            | N            | P            | Gf           | Gs           | G      | V      | N      | P      | Gf     | Gs     | DR |
| ------------ | ----- | ------- | ------- | ------- | ------- | ------- | ------- | ------------ | ------------ | ------------ | ------------ | ------------ | ------------ | ------ | ------ | ------ | ------ | ------ | ------ | -- |
| Serie A      | 26    | 15      | 7       | 5       | 3       | 17      | 8       | 15           | 2            | 3            | 10           | 10           | 24           | 30     | 9      | 8      | 13     | 27     | 32     | -5 |
| Coppa Italia |       | 2       | 2       | 0       | 0       | 5       | 0       | 4            | 2            | 1            | 1            | 6            | 5            | 6      | 4      | 1      | 1      | 11     | 5      | +6 |
| Totale       | -     | 17      | 9       | 5       | 3       | 22      | 8       | 19           | 4            | 4            | 11           | 16           | 29           | 36     | 13     | 9      | 14     | 38     | 37     | +1 |

### Statistiche dei giocatori[2]
| Giocatore         | Serie A  | Serie A | Coppa Italia | Coppa Italia | Totale   | Totale |
| Giocatore         | Presenze | Reti    | Presenze     | Reti         | Presenze | Reti   |
| ----------------- | -------- | ------- | ------------ | ------------ | -------- | ------ |
| V. Barberis       | 18       | 5       | 5            | 0            | 23       | 5      |
| T. Bercellino     | 2        | 0       | 2            | 0            | 4        | 0      |
| E. Bertolotti     | -        | -       | 1            | 0            | 1        | 0      |
| V. Bonati         | 29       | 0       | 6            | 0            | 35       | 0      |
| A.G. Borel (I)    | 12       | 1       | 1            | 0            | 13       | 1      |
| M. Borrini        | 12       | 4       | 5            | 2            | 17       | 6      |
| A. Caimo          | 27       | -28     | 6            | -5           | 33       | -33    |
| N. Camurati       | -        | -       | 1            | 0            | 1        | 0      |
| E. Galimberti     | 28       | 0       | 6            | 0            | 34       | 0      |
| A. Galli          | 23       | 2       | 5            | 0            | 28       | 2      |
| R. Gobbi          | 5        | 0       | 1            | 0            | 6        | 0      |
| A. Longoni        | 1        | 0       | -            | -            | 1        | 0      |
| G. Mainardi       | -        | -       | 1            | 0            | 1        | 0      |
| P. Mariani        | 7        | 0       | 1            | 0            | 8        | 0      |
| A. Marchionneschi | 17       | 1       | 4            | 2            | 21       | 3      |
| P. Mariani        | 25       | 3       | 4            | 0            | 29       | 3      |
| A. Mazzucco       | 8        | 0       | -            | -            | 8        | 0      |
| E. Mornese        | 29       | 0       | 3            | 0            | 32       | 0      |
| C. Rigotti (II)   | 30       | 0       | 6            | 0            | 36       | 0      |
| M. Romano         | 29       | 5       | 6            | 5            | 35       | 10     |
| E. Scansetti      | 3        | -4      | -            | -            | 3        | -4     |
| O. Torri          | 9        | 4       | -            | -            | 9        | 4      |
| R. Versaldi       | 23       | 2       | 3            | 0            | 26       | 2      |